# Ngô Quyền
Ngô Quyền (kinesiska tecken: 吳權), född 897, död 944, var den förste kungen över Vietnam efter att landet blivit självständigt från kinesiskt styre 939. Han var son till en provinsämbetsman och svärson till Dương Diên Nghệ. När svärfadern dödades av en officer marscherade Ngô Quyền mot huvudstanden och avrättade mördaren. Kejsaren av Handynastin sände då en flottstyrka som tack vare Ngô Quyềns list besegrades vid floden Bach Dang. Han regerade till sin död 944. När han dog ersattes han av sin svåger Dương Tam Kha som regent.